# Zanni

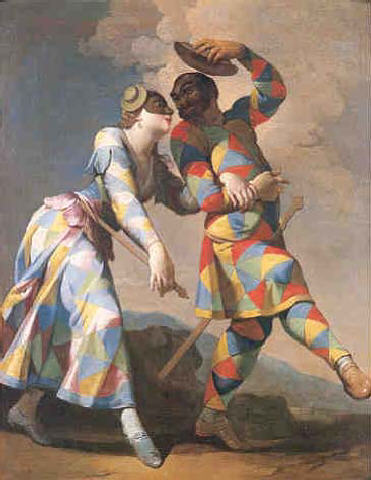
Arlecchino y Colombina, los famosos zanni, pintados por Giovanni Domenico Ferretti, hacia 1750.

Los zanni [ˈdzanni] («criados», «siervos» o «sirvientes»), junto con los «amos» (vecchi) y los «enamorados» (innamorati), forman los tres grupos o categorías primordiales en el conjunto de personajes tipo de la «comedia del arte». Componen el grupo más numeroso y son los conductores de la historia y sus intrigas; su actuación cómico-dramático se acompaña de mimos y acrobacias. Los más populares, con el paso de los siglos, han sido: Arlequín y su novia Colombina, el astuto Brighella, y el filosófico Polichinela.

## Origen y características
El vocablo zanni parece derivar de la pronunciación dialectal de los "sanniones", o bien de "Zan", "Zuan" o "Gian", quizá diminutivos de Gianni y Giovanni; zanni es asimismo el origen de la palabra zany en idioma inglés.
Originalmente, los zanni vestían de blanco, y luego incorporaron a su atuendo rayas verdes (simulando las libreas de los criados); iban por parejas y, por lo general, acompañando a los «enamorados» (como los siervos de la comedia clásica).

## Prototipos

### Arlequín
Al parecer, su nombre pudo derivar de "Harlequin, Herlequin o Hellequin", diablo mayor en los misterios 
medievales franceses. Otras posibles fuentes podrían ser: "Alichino", diablo dantesco; o el gnomo escandinavo "Erlenköning"; o el histrión italiano "Harlayquino, acogido por el caballero francés Aquiles de Arlay; o un diminutivo del pájaro multicolor llamado «harle» o «herle».
La personalidad de Arlecchino puede llegar a resultar camaleónica: astuto y necio, intrigante e indolente, sensual y grosero, brutal y cruel, ingenuo y pobre de solemnidad, como describe su propio atuendo, mil veces remendado y parcheado, que con el tiempo tomó ese aspecto de malla de estampado romboidal. Es un fabuloso acróbata saltarín.
Su comportamiento social, que sirve de pauta al resto de los zanni, es una imitación burlesca de los campesinos pobres de Bérgamo emigrados a Venecia para poder ganarse la vida. Como tal, sus intereses no siempre coinciden con los de sus amos, pues su astucia principal es tener más de uno, aunque antes que varios salarios acaba recibiendo distintas palizas. Lleva máscara de cuero negro y grandes bigotes (atributo físico que desapareció en la adaptación francesa de la comedia del arte italiana).

### Brighella
Brighella es el primer bufón, zanni cómico y pícaro originario de Bérgamo. Su nombre parece proceder de «brigare» (engañar) o de «bringa» (intriga). Compañero inseparable de "Arlequín", buen consejero aunque vicioso (capaz de subastar a su mismísima hermana). De voz grave y ronca, viste de blanco y verde, y se oculta tras media máscara rematada por una gorrilla o boina. Como personaje dramático, se le ha relacionado con el Epídico de Plauto.

### Polichinela
De origen napolitano, Pulcinella, torpe, rufián y alcahuete, es un zanni filosófico (físicamente socrático y resignado senequista) con una especial capacidad de adaptación y una gran experiencia en apalear y ser apaleado. Jorobado, barrigudo y de enorme nariz ganchuda (atributos físicos de su aspecto encorvado y su media máscara negra con profundas arrugas), es sin embargo un excelente orador y un singular cantor. Es el único que ha conservado el traje blanco original, común a los zanni. 
Su nombre, según una tesis casi legendaria, le viene de Puccio d'Aniello, campesino napolitano que tras pelearse con unos cómicos acabó uniéndose a la compañía. Otra propuesta lo hace derivar de «pullicinello» (pollito), de ahí o quizá a causa de ello Polichinela se mueve como un pollo barrigón cacareante y paticorto. Como figura teatral, se le ha relacionado con algunos personajes de la farsa atelana, el "Maccus", el "Dossennus" jorobado, el "Papus" comilón y el torpe "Bucco".
En el siglo XVIII, a Polichinela le creció la barba y el bigote, y un alto sombrero de alas levantadas (continuando el simbolismo gallináceo). En la versión francesa, Polichinela evolucionó hacia el enano malvado que primero cambió su tocado por una pañoleta, como la de Pierrot, y finalmente recuperó el sombrero, ahora con dos plumas de gallo. En el espacio escénico de los teatros de títeres, "polichinela" (sucedáneo de marioneta) se convirtió en "Monsieur Guignol".

### Colombina
En su original en italiano, "Colombina" (palomita), y en francés, "Colombine", es un personaje que por lo general aparece sin máscara de la Commedia dell'Arte. Habitual compañera de Arlequín; objeto sexual del "amo", que la acosa infructuosamente; y confidente de la hija de este, la enamorada de turno. Sus más conocidas compañeras, entre las «zagna» (criadas), son Coralina, Esmeraldina, Mariolina, Ricciolina, Arlequina, Pasquetta, Diamantina, Turchetta, Sineraldina y, por antonomasia, "Francisquita".

### Otros criados
También habituales en los lazzi de la comedia del arte son: "Pedrolino", "Truffaldino" (introducido por Carlo Gozzi durante la segunda mitad del siglo XVIII), "Scapino", "Coviello", "Naccherino", "Tabarrino", "Sganarello" o "Ganassa", personaje que se fundiría con la persona del actor Alberto Naselli, como era muy habitual entre los cómicos que representaban la comedia del arte.

## Figurines
Esta es la representación de los zanni más populares en los figurines del romántico francés Maurice Sand.

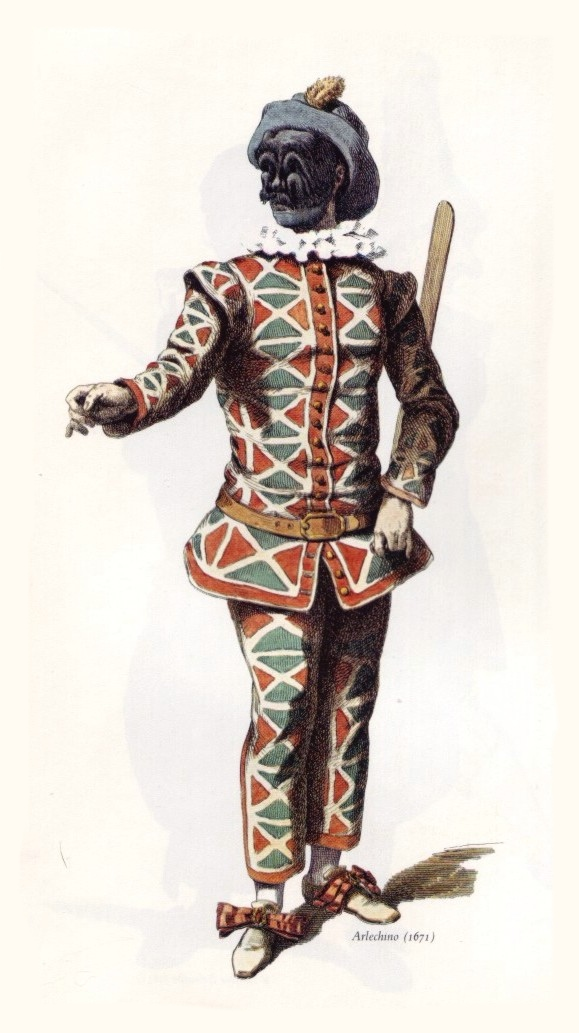
Arlequín
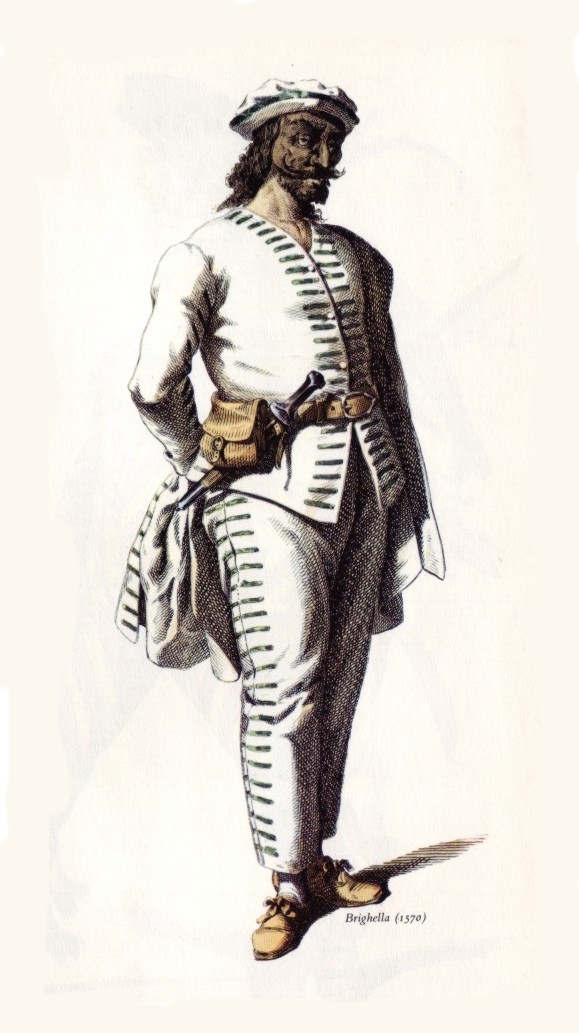
Brighella
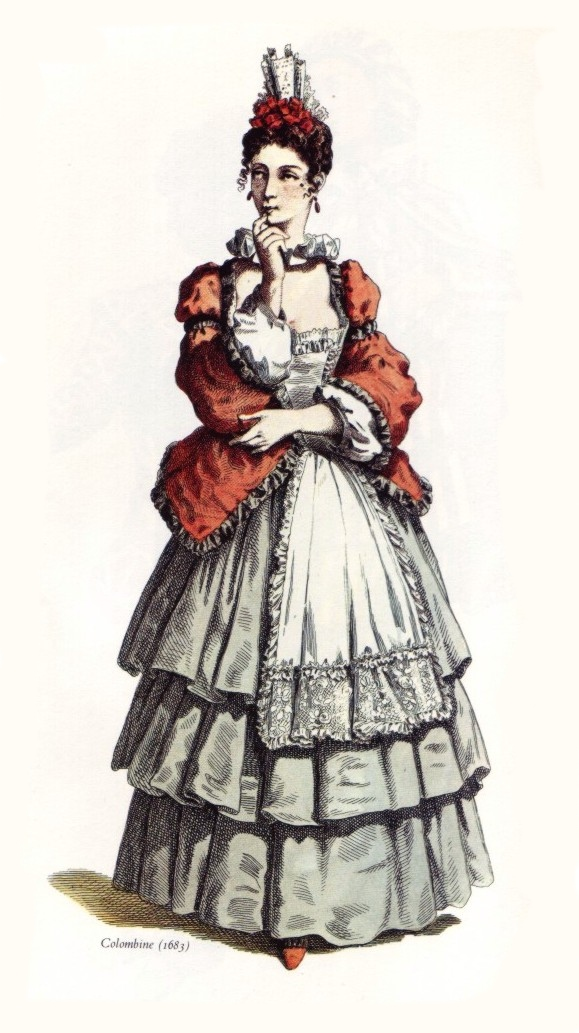
Colombina
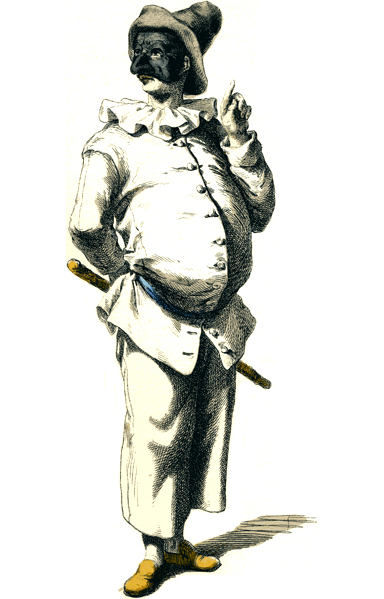
Polichinela
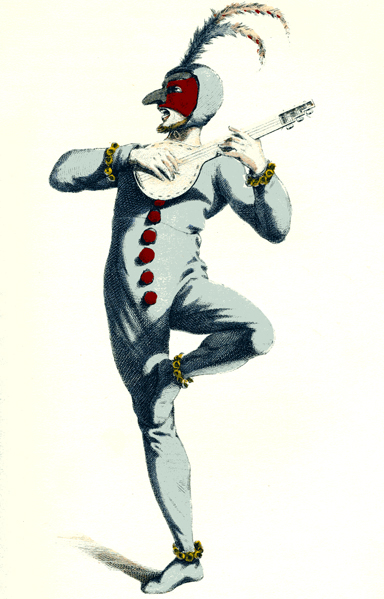
Scapino
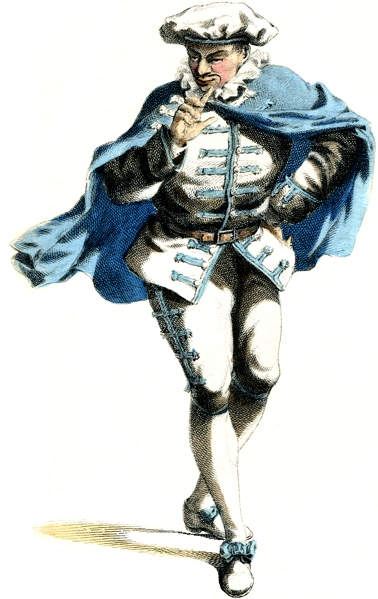
Coviello